# Anıl Sarak
Anıl Sarak (* 22. November 1991 in Nagold) ist ein deutschtürkischer Fußballspieler.

## Karriere

### Verein
Sarak spielte für die Nachwuchsabteilung des VfL Nagold und wechselte 2009 in die Nachwuchsabteilung des türkischen Erstligisten Bursaspor. Ab dem Sommer 2011 wurde er der Reihe nach für die Dauer von je einer Saison an die Vereine Bursa Nilüferspor, Fatih Karagümrük SK, Körfez FK und ein weiteres Mal an Fatih Karagümrük SK verliehen.
Zur Saison 2015/16 wurde er vom Zweitligisten Adana Demirspor verpflichtet. Für die Rückrunde der Saison 2015/16 lieh ihn sein Verein an Fatih Karagümrük SK aus und gab ihn zur Rückrunde 2016/17 an den Istanbuler Drittligisten Tuzlaspor ab.

### Nationalmannschaft
Sarak startete seine Nationalmannschaftskarriere im April 2010 mit einem Einsatz für die türkische U-19-Nationalmannschaft. Ab August 2010 spielte er auch für die türkische U-20-Nationalmannschaft.